# Malocampa monita
Malocampa monita är en fjärilsart som beskrevs av William Schaus 1939. Malocampa monita ingår i släktet Malocampa och familjen tandspinnare. Inga underarter finns listade i Catalogue of Life.